# 利亞姆·霍根
利亚姆·安東尼·霍根（英語：Liam Anthony Hogan；1989年2月8日—）是一位英格蘭足球運動員。在場上的位置是右後衛或中後衛。他現在效力於英格蘭足球全國聯賽球隊奥尔德姆。

## 職業生涯
霍根在大曼徹斯特郡的球會伍德利體育（今稱斯托克波特體育足球會）的青訓系統學習踢球，在該球會留效三年至2010年離隊。2010年7月1日，他轉投夏利法斯鎮，在該球會三年間共在聯賽上場109次及打進3球。
2013年5月22日，他自由轉會至弗利特伍德镇，在8月3日對达根汉姆和雷德布里奇的比賽首次上場。2014年11月3日，霍根被外借到英格蘭足球全國聯賽球會马科斯菲尔德至12月9日。他的外借合約在12月11日延長至1月10日。
2015年5月，他與弗利特伍德镇合約結束後便轉投特兰米尔流浪。
2016年5月17日，他與全國聯球會盖茨黑德簽約加盟。2017年5月，他與沙福特城簽約加盟，在效力三年期間共上場105次及打進7球，他更當選為2017/18球季球會最佳球員。
2020年2月，他轉投斯托克港並簽約兩年半，並在新球隊首場比賽便取得進球。
2022年6月1日，霍根與奥尔德姆簽約兩年。

## 個人生活
利亚姆·霍根的弟弟斯科特·霍根也是一位足球運動員，曾代表愛爾蘭國家足球隊上場，兩人曾一同效力夏利法斯鎮。

## 榮譽
夏利法斯鎮
- 英格蘭北部超級聯賽冠軍：2010–11[15]
- 英格蘭足球全國聯賽北附加賽冠軍：2013[16]

沙福特城
- 英格蘭足球全國聯賽附加賽冠軍：2019[17]

斯托克港
- 足球全國聯賽冠軍：2021–22[18]

個人
- 足球全國聯賽年度最佳陣容：2020–21[19]

## 外部連結
- 足球数据库：利亞姆·霍根的球员统计数据